# Epidemie améby v Ústí nad Labem
Epidemie améby v Ústí nad Labem byla epidemie fakultativního parazitu Naegleria fowleri, který způsobuje smrtelnou nemoc primární amébovou meningoencefalitidu (PAM). Došlo k ní v plaveckém bazénu Vrbenského lázní v Ústí nad Labem mezi lety 1962 a 1965. Epidemie si vyžádala 16 obětí, čímž se stala celosvětově nejhorší epidemií způsobenou touto amébou v historii.

## Původce epidemie
Prvoci rodu Naegleria fowleri se vyskytují v teplých stojatých vodách, či termálních pramenech. Zde se živí bakteriemi, ale za určitých podmínek se mohou dostat do mozku vodních živočichů, kde se množí a fagocytují mozkové buňky. Do lidského těla se dostávají přes nosní dutinu při potápění, či skoku do kontaminované vody. Známy jsou také případy, kdy si pacient vypláchl nos vodou obsahující tyto améby. Z dutiny nosní poté putují podél čichových nervů do mozku, kde způsobují jeho nezvratné poškození. Prvok je proto někdy přezdíván mozkožravá améba. Hlavními příznaky PAM jsou strnulá šíje, apatie, závratě, halucinace, prudké bolesti hlavy, nevolnost, horečky, zvracení a křeče. Úmrtnost dosahuje až 98 %. K smrti dochází v rozmezí 1–18 dnů od nakažení, většinou pak kolem 5. dne. Toto onemocnění je však velmi vzácné a jeho četnost se celosvětově pohybuje v pouhých jednotkách případů ročně. I proto je většinou diagnostikováno laboratorními testy až po úmrtí pacienta, jelikož má podobné příznaky jako daleko rozšířenější meningitida.

## Průběh epidemie ve Vrbenského lázních
První případ se objevil 9. srpna 1962 u dvanáctiletého chlapce z Ústí nad Labem, který tentýž den v nemocnici zemřel. Příčinou smrti byl podle lékařů hnisavý zánět mozku a mozkových blan. Nicméně mikrobiologové a další specialisté, kteří byli k případu přizváni, nenalezli v organismu pacienta bakterie, které podobná onemocnění způsobují. O dva týdny později zemřela na stejné onemocnění patnáctiletá dívka z Ústí nad Labem. Začátkem září roku 1962 se další obětí stal šestnáctiletý chlapec ze Středočeského kraje. Na přelomu června a července 1963 zemřelo během dvou týdnů šest mladých lidí, většinou ve věku od osmi do osmnácti let. Jednou z obětí byla také pětadvacetiletá instruktorka plavání. Průběh nemoci byl ve všech případech velice rychlý a fatální.
Postupně se podařilo zjistit, že všechny oběti před onemocněním navštívily plavecký bazén v ústeckých Lázních dr. Vrbenského. Lázně byly označeny za možné ohnisko nákazy a uzavřeny. Hygienická kontrola však nedokázala odhalit žádnou příčinu a tak byly po několika měsících znovu zpřístupněny veřejnosti. Na přelomu října a listopadu roku 1964 se během jediného týdne objevilo dalších pět úmrtí spojených s lázněmi Vrbenského. Nejmladší oběti bylo deset, nejstarší dvacet let. Lázně přešly z vodárensky upravované vody z řeky Labe na vodovodní zdroj a zavedla se přísná hygienická opatření. Přesto začátkem října 1965 zemřeli na nákazu další dva mladiství. Lázně byly opět uzavřeny a následně prošly rozsáhlou modernizací, po které už k žádnému dalšímu úmrtí ani nákaze nedošlo.

## Identifikace nákazy
Koncem roku 1967 mladý parazitolog Lubor Červa, tehdy zaměstnanec Vojenského ústavu hygieny, epidemiologie a mikrobiologie, dokázal identifikovat možného původce smrtelné infekce a její epidemie v lázních. Dospěl k názoru, že ji mohly způsobit améby rodu Hartmannella nebo Acanthamoeba, které podle odborné literatury dříve stály za třemi případy úmrtí po koupání ve volné přírodě. K rozeznání nákazy poté pomohly i vzorky z tkání mozku a míchy obětí epidemie. Následné pokusy naznačily, že améby způsobující infekci mozku se do těla obětí mohly dostat při prudkém ponoření hlavy pod hladinu, čili například při skoku. Nálezy améb v plaveckých bazénech byly sice běžné, avšak nikdy nebyly kultivovány patogenní druhy a kmeny, které jsou nebezpečné pro lidský organismus. Pravidelné monitorování výskytu améb ve Vrbenského lázních pokračovalo až do roku 1977, kdy byl náhle zachycen rizikový druh Naegleria fowleri. Bazén byl okamžitě uzavřen a v únoru následujícího roku vypuštěn.
Rezervoár patogenních améb se podařilo odhalit za čelní stěnou bazénu ze 30. let 20. století. Ten měl původně délku o několik desítek centimetrů přesahující standardních 25 metrů, což znemožňovalo pořádání oficiálních plaveckých závodů. V 50. letech se tedy přistoupilo ke zkrácení bazénu vybudováním tzv. Moniérovy příčky, za kterou vznikla dutina. Nad příčkou pak zůstal otvor po celé šířce bazénu, který se však za běžných podmínek nacházel nad hladinou a zalití dutiny tak nehrozilo. Přesto docházelo dlouhodobě k průsakům, v jejichž důsledku se zde začal vytvářet nános, který se stal vhodným prostředím pro výskyt patogenů. Bazén využíval nedostatečně upravenou vodu z řeky Labe, ze které se nebezpečné améby do dutiny zřejmě dostaly a zde se rozmnožily. Tento prostor jim také poskytoval ochranu před pravidelným čištěním bazénu a chlorováním, které by je jinak zahubilo. Podařilo se také objasnit, jak se z oddělené dutiny mohla kontaminace dostat do bazénu a proč k úmrtím docházelo v pravidelných vlnách. Bazén byl na jedné straně poměrně mělký a proto bylo nutné během plaveckých závodů či zápasů vodního póla zvednout jeho hladinu o cca 40 cm. Tím došlo k zatopení otvoru nad příčkou a promíchání vody z dutiny s vodou v bazénu. Ten pak zůstal kontaminovaný i po opětovném upuštění pro rekreační účely. K nákaze však mohlo dojít pouze v krátkém časovém úseku po promíchání vody, jelikož chlór v bazénu postupně améby zahubil. To byl také důvod, proč analýzy provedené po úmrtí pacienta, tedy až několik dní po jeho nakažení, byly vždy negativní.

## Následky
Ačkoliv se již dříve ve světě vyskytly případy nákazy amébou Naegleria fowleri, nikdy nedošlo k tolika nákazám z jednoho zdroje, jako tomu bylo u epidemie ve Vrbenského lázních. Případ byl úřady prošetřen, obvinění proti nikomu vzneseno nebylo.
Roku 2023 byl českými parazitology a medicinálními chemiky vyvinut úspěšný lék proti onemocnění PAM. Spolu s ním vědci objevili další antiparazitní látky, které by se v budoucnu mohly používat proti malárii nebo spavé nemoci.